# Дамрош, Вальтер
Вальтер Да́мрош (нем. Walter Damrosch; 30 января 1862, Бреслау — 22 декабря 1950, Нью-Йорк) — американский дирижёр, музыкально-общественный деятель, композитор.

## Очерк биографии и творчества

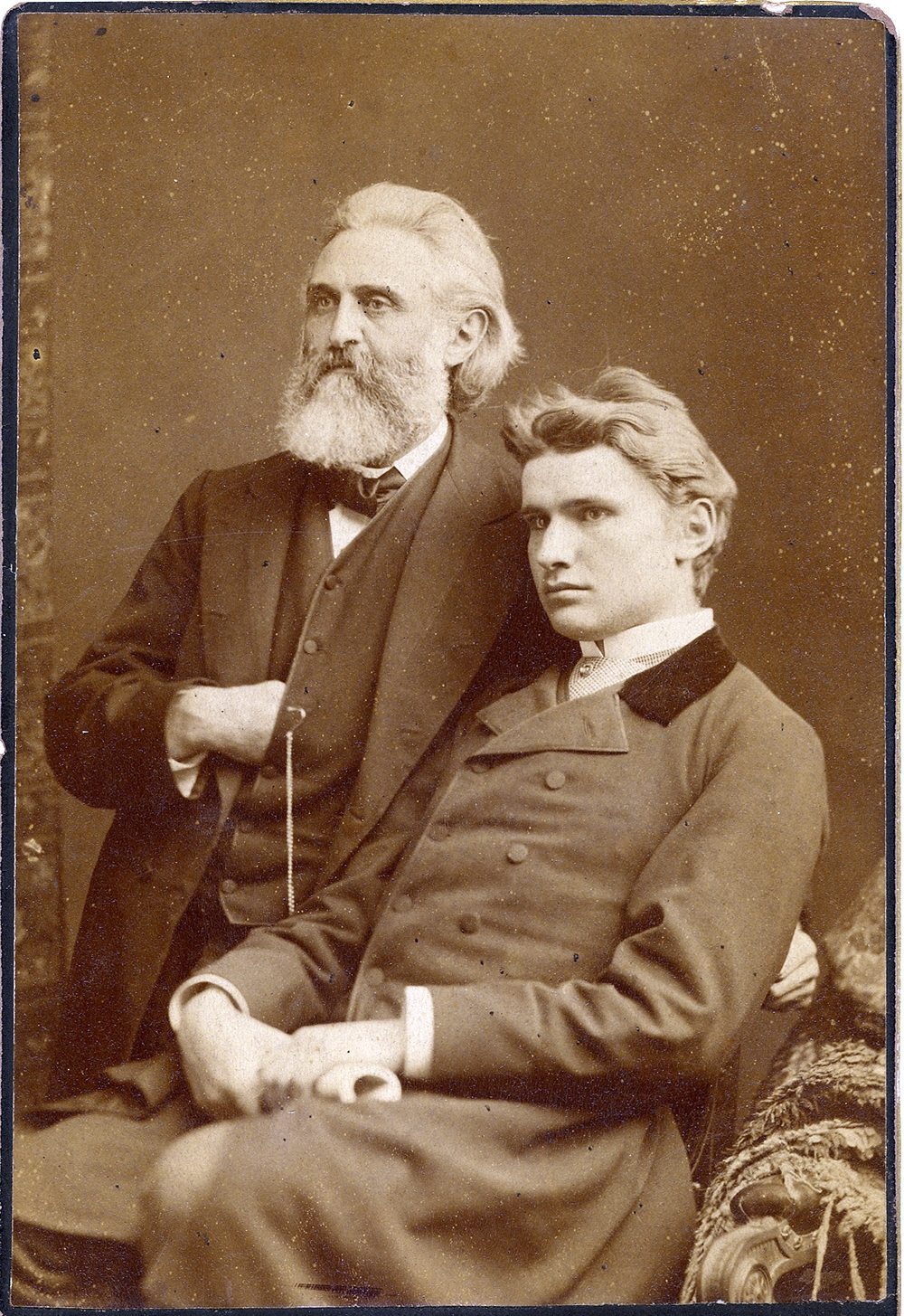
Леопольд Дамрош (отец) и Вальтер Дамрош

Вальтер Дамрош родился в Германии, в семье дирижёра и скрипача Леопольда Дамроша (1832—1885), у которого получил первоначальное музыкальное образование. В дальнейшем обучался в Дрезденской консерватории у Вильгельма-Альберта Ришбитера и Феликса Дрезеке (композиция, теория музыки), брал уроки дирижирования у Ганса фон Бюлова.
В 1871 году семья переехала в США, где Дамрош  недолгое время, в 1884-1885 годах, был ассистентом отца в Метрополитен-опере, после его смерти, до 1891 года — ассистентом дирижёра Антона Зайдля. Под руководством Дамроша состоялись премьерные постановки в этом же театре (на площадке в Нью-Йорке и в других городах США) опер «Белая дама» Ф.А. Буальдьё (1885), «Орфей и Эвридика» К.В. Глюка (1885), «Норма» В. Беллини (1890) и других. В сезонах 1900-1902 годов в качестве дирижёра Метрополитен-опера он руководил постановками многих опер Р. Вагнера.
В 1885-1928 годах Дамрош был художественным руководителем Нью-Йоркского симфонического оркестра, с которым впервые исполнил Фортепианный концерт Дж. Гершвина (премьера в 1925) и его же симфоническую увертюру «Американец в Париже» (1928). Дамрош активно расширял репертуар оркестра, включая в него сочинения Р. Вагнера (американская премьера «Парсифаля» в Нью-Йорке в 1886 г., в концертном исполнении), малоизвестные сочинения русских и европейских композиторов, в том числе впервые в США исполнил Четвёртую (1890) и Шестую (1894) симфонии П.И. Чайковского, Третий фортепианный концерт С. В. Рахманинова (1909, мировая премьера), сочинения Г. Малера и Э. Элгара. В 1920 г. со своим оркестром гастролировал в Европе; этот тур вошёл в историю как первые гастроли в Европе американского оркестра. Благодаря музыкальному профессионализму и агрессивному менеджменту Дамроша в первые десятилетия XX в. оркестр занял место одного из лучших оркестров США и основного конкурента Нью-Йоркского филармонического оркестра. Среди прочего, он уговорил сталелитейного короля Эндрю Карнеги выстроить концертный зал как площадку для своего оркестра и открыл его в 1891 концертом из музыки Чайковского (которой дирижировал специально приглашённый для этого в США автор), Бетховена и Берлиоза.
Для пропаганды немецкой вокальной школы в 1894 организовал передвижную «Оперную компанию Дамроша» (Damrosch Opera Company); в труппу входили певцы из Германии, которые до 1899 г. давали концерты в Нью-Йорке и гастролировали по разным городам США. Дамрош — один из основателей (в 1921 г.) Американской консерватории в Фонтенбло, форпоста американской системы музыкального образования в Европе. Со второй половины 1920-х гг. активно участвовал в развитии индустрии радио, которое рассматривал как мощный инструмент пропаганды классической музыки. С 1927 — музыкальный консультант NBC. В 1928-42 вёл еженедельную тематическую передачу для детей «Music Appreciation Hour». За заслуги в области музыкального образования в 1932 Дамрош был избран почётным членом Американской академии искусств и литературы.
Аудиозаписи Дамроша немногочисленны, среди них увертюра к опере «Кармен» Ж. Бизе (зап. 1903), Вторая симфония И. Брамса (1928), сюита из оперы «Генрих VIII» К. Сен-Санса (начало 1930-х гг.).
Дамрош — автор трёх опер (мировые премьеры двух из них прошли в «Метрополитен-опере» под руководством автора, без особого успеха), сонаты для скрипки и фортепиано, оратории Te Deum, театральной музыки. Написал мемуары под названием «Моя музыкальная жизнь» (My Musical Life; 2nd ed. New York, 1930).

## Память и рецепция
В память о Вальтере Дамроше названы летний театр (Damrosch Park) в Линкольн-центре и музыкальная школа в Бронксе (то и другое в Нью-Йорке). Собрание мемориальных документов составляет особую коллекцию в библиотеке Южно-Иллинойсского университета в Эдвардсвиле (англ. Southern Illinois University Edwardsville). Заслуги Дамроша в истории музыкальной культуры и музыкального образования в США не раз становились предметом научного исследования в диссертациях и статьях современных музыковедов (см. раздел «Литература»).